# Un tour sur le Bolid'
Un tour sur le Bolid' (titre original : Riding the Bullet) est un roman court de Stephen King paru tout d'abord en 2000 sous forme de livre numérique puis dans le recueil Tout est fatal en 2002. Ce récit est considéré comme le premier succès d'édition de l'histoire du livre numérique.

## Résumé
Alan Parker, étudiant à l'université du Maine, reçoit un appel de la voisine de sa mère qui lui apprend que cette dernière a été admise à l'hôpital de Lewiston après avoir eu une attaque cardiaque. Parker part immédiatement voir sa mère en faisant de l'auto-stop. Il est d'abord pris par un vieil homme qui lui propose même de faire un important détour pour le conduire jusqu'à l'hôpital mais Parker, mal à l'aise avec lui, refuse. Le jeune homme longe un cimetière et s'y repose un instant, son attention étant attirée par la tombe de George Staub, un jeune homme mort il y a deux ans jour pour jour.
En sortant du cimetière, Parker est aussitôt pris en stop. Son chauffeur, dont la tête semble avoir été recousue sur ses épaules, se présente sous le nom de George Staub. Celui-ci lui parle du Bolid', un manège de parc d'attractions sur lequel Parker n'avait pas osé monter quand il était enfant. Il lui dit ensuite qu'il emportera avec lui un passager ce soir et lui donne le choix entre lui et sa mère. Parker, terrifié, finit par lui répondre de prendre sa mère. Staub l'éjecte alors de sa voiture et Parker se réveille dans le cimetière à côté de la tombe de Staub.
Parker finit par atteindre l'hôpital et s'aperçoit qu'il porte le pin's du Bolid' que portait Staub. Rongé par la culpabilité, il est persuadé que sa mère est morte mais il s’avère que celle-ci est hors de danger. Parker décide de garder le pin's et reprend le cours de sa vie tout en surveillant de plus près la santé de sa mère. Quelques années plus tard, il perd son pin's et, peu après, il apprend par téléphone que sa mère a succombé à une nouvelle attaque. Il retrouve le pin's près du lit de sa mère et le prend avec lui après un instant de méditation sur la mort.

## Genèse
Un tour sur le Bolid' est écrit par Stephen King en 1999, alors qu'il se remettait de son grave accident. King décide de faire publier la nouvelle en exclusivité sous le format numérique au prix de 2,50 $. L'expérience est une réussite totale avec 400 000 téléchargements le premier jour et une demande qui demeure élevée pendant plusieurs semaines, faisant de ce livre numérique le premier succès d'édition numérique et valant à King de faire la couverture de Time. L'écrivain révèle par la suite que le succès de la nouvelle lui a rapporté 450 000 $ alors qu'il en aurait gagné entre 10 000 et 20 000 en la vendant à un magazine. La nouvelle est incluse par la suite dans le recueil Tout est fatal et King écrit dans son introduction qu'il a essayé de restituer dans cette histoire de fantôme les sentiments qu'il éprouvait lorsque sa mère était mourante.

## Accueil critique et distinctions
Charles de Lint, dans The Magazine of Fantasy & Science Fiction, évoque « une histoire formidable qui met en relief le don de King pour la caractérisation des personnages et son sens narratif ». Pour Stephen Spignesi, la nouvelle a un « rythme rapide » et est « effrayante » dans la veine de Quand l'auto-virus met cap au nord.
Un tour sur le Bolid' a été nommé au prix Bram Stoker de la meilleure nouvelle longue 2001.

## Adaptation
Le récit a été adapté au cinéma, sous le titre Riding the Bullet, par Mick Garris en 2004, avec Jonathan Jackson et David Arquette dans les rôles principaux.